# Djohong
Djohong är en ort i Kamerun.   Den ligger i regionen Adamaouaregionen, i den östra delen av landet, 500 km nordost om huvudstaden Yaoundé. Djohong ligger 1 271 meter över havet och antalet invånare är 4 813.
Terrängen runt Djohong är platt åt sydost, men åt nordväst är den kuperad. Trakten runt Djohong är glesbefolkad, med 11 invånare per kvadratkilometer. Det finns inga andra samhällen i närheten. Trakten runt Djohong är huvudsakligen savannskog.